# Catargynnis phaselis
Catargynnis phaselis är en fjärilsart som beskrevs av William Chapman Hewitson 1861. Catargynnis phaselis ingår i släktet Catargynnis och familjen praktfjärilar. Inga underarter finns listade i Catalogue of Life.